# Josef Vinzenz Großauer
Josef Vinzenz Großauer (* 17. Juni 1886 in Steyr; † 17. Oktober 1951 in Bad Ischl) war ein oberösterreichischer Mundartdichter.

## Leben
Großauer besuchte Schulen in Steyr, Sierning, Neuzug und Waldneukirchen, da die Familie aus finanziellen Gründen häufig umziehen musste. Schon früh soll er Interesse an den Werken Stelzhammers, Kaltenbrunners und Norbert Purschkas und besondere Freude am Aufsagen ihrer Gedichte gezeigt haben. Der Umzug nach Wien, den Großauer im Alter von 14 Jahren erlebte, führte zu erheblichem Heimweh und ist ein häufiges Thema in seinem Werk.
In Wien besuchte Großauer 1901 bis 1903 die Staatsgewerbeschule, absolvierte danach bis 1906 eine Werkzeugschlosserlehre und war als „technischer Beamter“ beschäftigt. Von 1907 bis 1910 leistete er Militärdienst beim 4. Dragonerregiment in Marburg und Enns; anschließend war er bei verschiedenen Firmen tätig. Den Ersten Weltkrieg erlebte Großauer als Soldat an der italienischen und russischen Front, dabei erkrankte er an der Malaria.
Ab 1919 war er Beamter der Wiener Handels- und Gewerbekammer. Von 1922 bis 1923 arbeitete er bei Waagner-Biro, ab 1934 bei der Wiener Brückenbau und Eisenkonstruktions A. G.
Großauer war 1913 Mitbegründer des deutschnationalen Reichsbundes deutscher Mundartdichter Österreichs. Bereits zum 31. Mai 1932 trat er in die NSDAP Österreichs ein (Mitgliedsnummer 1.087.341) und war nach dem „Anschluss“ Ortsgruppenleiter in Stadlau. Nach der Befreiung war er zeitweise im Camp Marcus W. Orr interniert und wurde 1949 in einem Volksgerichtsprozess wegen Hochverrat, Illegalität, Quälerei, Verletzung der Menschenwürde und missbräuchlicher Bereicherung zu zwei Jahren schweren Kerkers verurteilt. Seine letzten Jahre verbrachte er in Goisern.

## Werk
Großauer veröffentlichte erste Gedichte 1906 in der „Musquete“ und in den „Fliegenden Blättern“. Seine insgesamt sechs Gedichtbände erschienen zwischen 1913 und 1937. Seine zwischen 1937 und 1945 verfassten Werke wurden konfisziert, die literarische Produktion nach 1945 soll die Unzufriedenheit des Nationalsozialisten Großauer „mit der politischen Situation“ nach der Befreiung zum Inhalt haben. Dieser von seiner Tochter verwaltete Nachlass wurde nicht veröffentlicht.
Das Werk besteht – von wenigen Prosatexten abgesehen – hauptsächlich aus Gedichten (Gstanzln). Die einzige nachweisbare Monographie zu Leben und Werk verwendet „Heimat, Natur, Liebe und besinnliche Gedichte“ als thematische Analysekategorien. Für Mundartdichtung ungewöhnlich finden sich im Werk auch explizit politische Gedichte mit deutschnationaler und nationalsozialistischer Grundhaltung.

## Werke
- Aus mein’ Gartl. Dichtungen in oberösterreichischer Mundart. Kravani, Wien 1913.
- Va da Löba weg. H. Kirsch, Wien 1920.
- Aus meina Reimschmiedn. Allerhand in oberösterreichischer Mundart. Harbauer, Wien und Leipzig 1920.
- Kurz und bündi. Dichtungen in oberösterreichischer Mundart. Steurer, Linz 1927.
- Zsammgspart’s. Gereimtes und Ungereimtes in oberösterreichischer Mundart. Selbstverlag, Wien 1929.
- Kinder der Heimat. Europäischer Verlag, Wien 1937.
- Johannes Hauer (Hrsg.): Am Quell der Muttersprache. Österreichische Mundartdichtung der Gegenwart. Verlag Stiasny, Graz und Wien 1955, Seite 233–235.